# Acrostichon
Acrostichon ist eine niederländische Death-Metal-Band aus Tilburg, die im Jahr 1989 gegründet wurde, sich 1998 auflöste und seit 2009 wieder aktiv ist.

## Geschichte
Die Band wurde im August 1989 gegründet und bestand aus den Gitarristen Jos van den Brand und Richard Schouten, der Sängerin und Bassistin Corinne van den Brand und dem Schlagzeuger Vincent. Zusammen begannen sie mit den ersten Proben, wobei sie noch Lieder von Schoutens alter Band United Brains spielten. Kurz darauf arbeiteten sie bereits an den ersten Liedern von Acrostichon: Xenophobic Mania Immolation of the Agnostic und Elaborate Ritual. Im November kam Roeland als neuer Schlagzeuger zur Besetzung und die ersten Auftritte folgten. Im März 1990 wurde das Demo Prologue aufgenommen. Durch das Demo konnte die Gruppe ihre Bekanntheit steigern, wodurch mehr und größere Konzerte möglich wurden. Im Juni 1990 kam mit Serge Smolders erneut ein neuer Schlagzeuger zur Band. Daraufhin trat die Band zusammen mit Carcass, Hellbastard und Gorefest auf dem Christmas Carnage auf. Anfang 1991 begab sich die Band ins Studio, um das Demo Dehumanized aufzunehmen, das die vier neuen Lieder Dehumanized, Thriving on Chaos, Exasperation und Lost Remembrance enthält. Von dem Demo wurden über 1.000 Kopien verkauft. Lieder des Demos sind auf der Split-Veröffentlichung Where Is Your God Now…? von DSFA Records und auf der EP Lost Remembrance vom US-amerikanischen Label Seraphic Decay Records enthalten. Durch das Demo erweckte die Band das Interesse von mehreren Labels, darunter Peaceville Records und Foundation 2000. Zudem nahm sie das Lied Relics für den Sampler Peaveville Volume 4 auf. Schließlich unterzeichnete die Band einen Vertrag bei dem französischen Label Modern Primitive Records. Im März 1992 nahm Acrostichon ihr Debütalbum Engraved in Black mit dem Produzenten Colin Richardson auf, ehe es Anfang 1993 erschien. Richardson hatte gegen den Willen der Band die Produzentenrolle übernommen. Zudem hielt die Gruppe nun Auftritte zusammen mit Bands wie Carcass, Napalm Death, Morbid Angel, Death, Master, Massacra, Sodom, Revenant, Asphyx, Hellbastard, Lemming Project, Atrocity, Cerebral Fix, Tiamat, Samael, Gorefest, Thanatos, Dead Head, Sinister, The Gathering und Pungent Stench ab. 1994 verließ Schouten die Band und wurde durch den Gitarristen Michel Meeuwissen ersetzt. Nachdem ein Vertrag bei Double Noise Records unterzeichnet worden war, erschien 1994 die EP Forgotten, der sich kurz darauf das zweite Album Sentenced anschloss. Als neuer Sänger und Bassist kam Tjerk Maas zur Besetzung, ehe sich die Band 1998 auflöste. Jos van den Brand, Smolders, Meeuwissen und Maas gründeten daraufhin eine neue Band namens Outburst.
Für Mario’s Metal Mania, ein Festival eines Freundes der Mitglieder namens Mario am 4. Oktober 2009, wiederbelebten Jos und Corinne van den Brand, Smolders und Schouten die Band. Dem Auftritt sollten weitere gelegentliche Konzerte folgen. 2013 wurde Engraved in Black über Doomentia Records wiederveröffentlicht.

## Stil
Robert Müller vom Metal Hammer bezeichnete die Musik auf Engraved in Black als originellen Death Metal. Besonders ging er auf die Tatsache ein, dass der Gesang von einer Frau stammt, wobei andere Metalsängerinnen wie Sabina Classen im Vergleich eher wie Madonna klingen würden. Die Musik klinge „nie übermäßig hektisch, dafür bevorzugt sehr heavy und neutral böse“, allerdings klinge der Gesang „gelegentlich etwas aufgesetzt und wenig sensibel gegenüber den in der Musik angelegten Stimmungen“.

## Diskografie
- 1989: Epilogue (Demo, Eigenveröffentlichung)
- 1990: Prologue (Demo, Eigenveröffentlichung)
- 1990: Where Is Your God Now…? (Split mit Gorefest, Disfigure, Sinister und Dead Head, DSFA Records)
- 1990: Official Live (Demo, Eigenveröffentlichung)
- 1991: Acrostichon Live 1991 (Demo, Eigenveröffentlichung)
- 1991: Lost Remembrance (EP, Seraphic Decay Records)
- 1991: Seraphic Decay Records CD Sampler (Split mit Abhorrence, Goreaphobia, Disgrace und Toxaemia, Seraphic Decay Records)
- 1991: Dehumanized (Demo, Eigenveröffentlichung)
- 1993: Live (Video, Eigenveröffentlichung)
- 1993: Engraved in Black (Album, Modern Primitive Records)
- 1994: Forgotten (EP, Double Noise Records)
- 1995: Sentenced (Album, Double Noise Records)
- 2012: Return to Killburg (Live-Album, Badger Records)